# Mosfet (Band)
Mosfet ist eine oberösterreichische Metal-Band.

## Geschichte

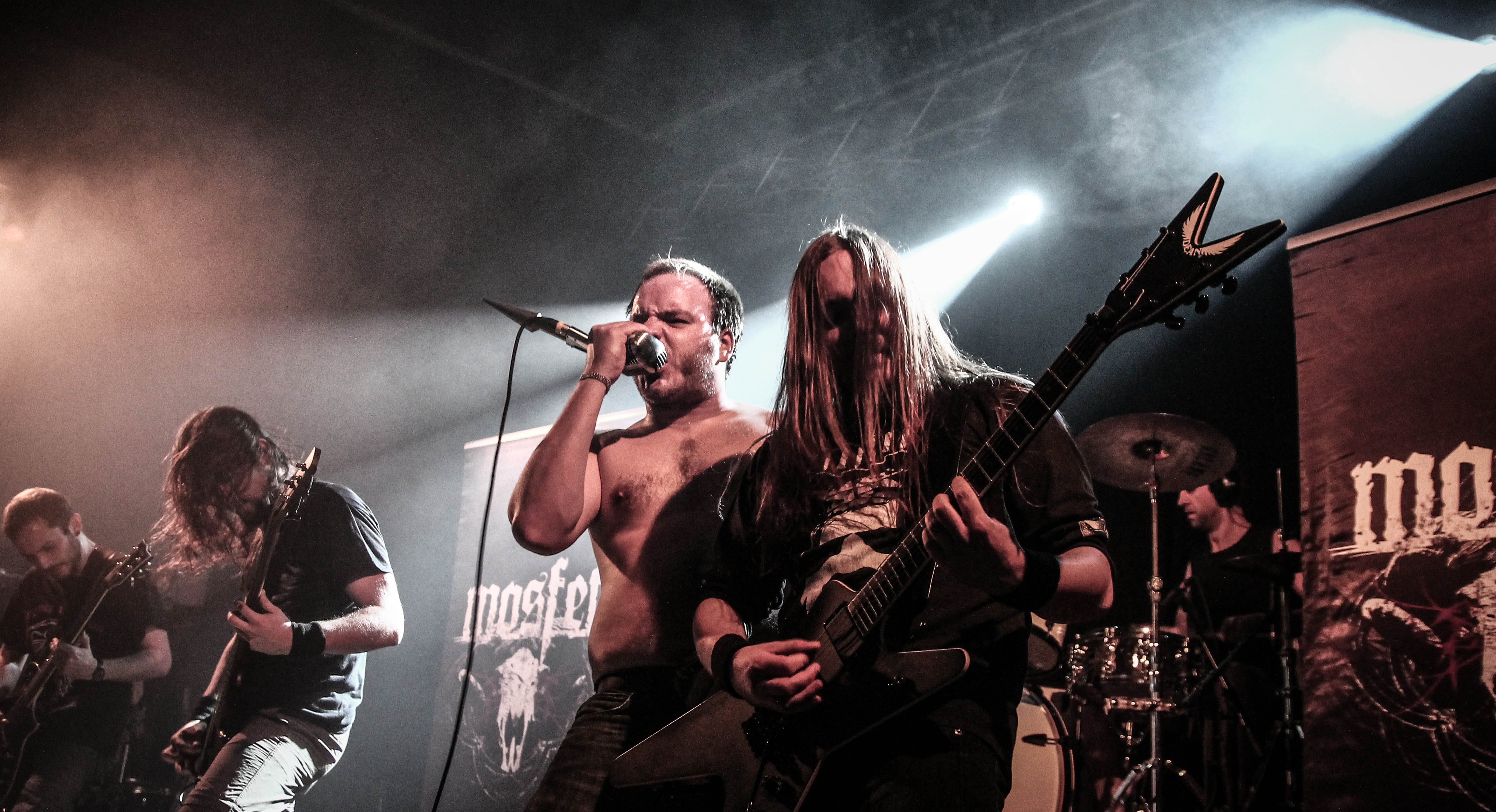
Mosfet 2013

Im Jahr 2003 wurde die Band im oberösterreichischen Marchtrenk von Philipp Essl, Alexander Kleiß und Florian Dobretsberger gegründet und konzentrierte sich anfangs auf Hard-Rock- und Heavy-Metal-Coverversionen. Nachdem 2005 Marc Gruber als Gitarrist hinzukam, spielte die Band verstärkt Eigenkompositionen. Die Debüt-EP King of Damnation wurde 2006 im Selbstverlag veröffentlicht. 2008 nahm die Band am Metalcamp-Festival im slowenischen Tolmin teil. Im gleichen Jahr kam Patrick Schmuck als Bassist zur Band, Philipp Essl konzentrierte sich fortan auf den Gesang.
Im Jahr 2009 schaffte es die Band ins Finale beim Austrian Band Contest/International Live Award, sowie beim Wacken-Metal-Battle Austria. Das erste Album Sickness of Memory wurde 2010 über Refused Records herausgebracht, das beim Metalcamp, beim Prater Open-Air, beim Metalfest 2010 sowie im Vorprogramm von Bands wie Warbringer, Marduk, Hail!, Master und Mastic Scum promoted wurde. 2011 spielte die Band bei Festivals wie dem Hell Over Vellach und Metal Invasion sowie einige Supportshows für z. B. Heaven Shall Burn, Neaera und Belphegor.
Außerdem wurde mit Produzent Martin Zeller am zweiten Album der Band gearbeitet. Dieses erschien im Jänner 2012 unter dem Titel Deathlike Thrash´n´Roll bei Refused Records. Weiters waren an diesem Album Dan Swanö (Edge of Sanity) und Tommy Vetterli (Coroner, ex-Kreator) beteiligt. 2013 feierte die Band mit der „10 Years of Thrash Assassination“ Tour ihr zehnjähriges Bestehen.
2015 veröffentlichte die Band ihr drittes Album Screwing the Devil. Dies wurde mit dem neuen Produzenten, Philip Seidl (ex-The Blackout Argument), im Suiseidl-Studio in Deutschland aufgenommen. Die Veröffentlichung erfolgte im September über office4music.
Im April 2016, gab die Band bekannt, im Laufe des Jahres, die Bandtätigkeiten einzustellen. Eine Balkan-Tour, sowie einige kleinere Shows wurden noch gespielt. Der Abschluss wurde am Kaltenbach Open Air 2016 gefeiert.

## Stil
Mosfet beschreiben ihren Stil als Thrash Metal, gemischt mit melodischem Death Metal und Rock ’n’ Roll und bezeichnen ihn als „Deathlike Thrash’n’Roll“.

## Band-Maskottchen
Seit dem Album Deathlike Thrash’n’Roll ist der „Diarrhoea Werewolf“ (aus dem gleichnamigen Song) ein ständiger Begleiter der Band.

## Diskografie
- 2006: King of Damnation (EP)
- 2010: Sickness of Memory (LP)
- 2012: Deathlike Thrash´n´Roll (LP)
- 2015: Screwing the Devil (LP)